# گوراب بالا
گوراب بالا، روستایی در دهستان گوراب بخش سراب میمه شهرستان دهلران در استان ایلام ایران است. این روستا، مرکز دهستان گوراب است.

## جمعیت
بر پایه سرشماری عمومی نفوس و مسکن در سال ۱۳۹۵، جمعیت این روستا برابر با ۲۶۱ نفر (۷۳ خانوار) بوده‌است.